# اخلاق اقتصادی
اخلاق اقتصادی، اقتصاد و اخلاق را با هم تلفیق می‌کند و قضاوت‌های ارزشی هر دو رشته را به منظور پیش‌بینی، تحلیل و مدل‌سازی پدیده‌های اقتصادی متحد می‌کند. این امر شامل پیش نیازهای نظری اخلاقی و مبانی سیستم‌های اقتصادی می‌شود. این مکتب فکری به فیلسوف یونانی ارسطو برمی گردد که اخلاق نیکوماخسی وی ارتباط بین اصل اقتصادی عینی و ملاحظه عدالت را توصیف می‌کند. متون دانشگاهی در زمینه اخلاقیات اقتصادی گسترده‌است او از مفاهیمی مانند قانون طبیعی واجکام دینی به عنوان عواملی تأثیرگذار بر قواعد هنجاری در اقتصاد یاد می‌کند. به عنوان مثال، در نظر گرفتن فلسفه اخلاق یا ایده اقتصاد اخلاقی، نقطه عزیمت در ارزیابی مدلهای اقتصادی رفتاری است. اخلاق برای اقتصاد، یعنی در ایجاد استاندارد، کاربرد استاندارد و اینکه چه کسانی از این کالاها بهره‌مند می‌شوند، باید یک معایب اقتصادی باشد. این امر، همراه با فرض اساسی عقلانیت در اقتصاد، پیوندی را میان خود و اخلاقیات ایجاد می‌کند چرا که این اخلاقیات است که، بخشی از آن، مفاهیم درست و غلط را مورد مطالعه قرار می‌دهد.

## تاریخچه

### اندیشه اقتصادی باستان
اندیشه اقتصادی هند باستان محوریت بر رابطه بین مفاهیم خوشبختی، فلسفه اخلاق و ارزشهای اقتصادی داشت، و ارتباطات میان آنها دیدگاه مردم هند باستان را نسبت به هستی انسان تشکیل می‌داد. نتیجه این رابطه شکل‌گیری ایده بنیادی اوپانیشادها در مورد وحدت، یگانگی و ثبات استعلایی بود. فلسفه و متافیزیک هند باستان بیانگر درک تعدادی از مفاهیم اقتصادی مدرن است. به عنوان مثال، تنظیم تقاضای موجود وقتی بیش از میزان عرضه باشد به عنوان وسیله ای برای جلوگیری از بی دولتی، که در آن زمان با تأکید بر اینکه کالاهای غیرمادی منبع خوشبختی است به دست آمد، بازتابی از قاعده مارشال در خصوص سیری ناپذیری خواسته‌ها است. ریگ ویدا تصویری از نابرابری اقتصادی را در کتاب خود نشان می‌دهد که بیان می‌کند، «ثروت لیبرال‌ها هرگز از بین نمی‌روند، در حالی که کسی که از اموالش نمی‌بخشد آسایشی نخواهد یافت». این گفته بدین معناست که اگرچه تولید ثروت شخصی غیراخلاقی تلقی نمی‌شد، نگه داشتن این ثروت برای خود شخص گناه محسوب می‌شد. رساله آرته شاستره قوانینی را تدوین کرد که بهره‌وری اقتصادی را در بافت یک جامعه اخلاقی ارتقا می‌بخشد. نویسنده ای به نام کاوتیلیا معتقد است که ساخت زیربنا در یک محیط اخلاقی، که مسئولیت آن بر عهده پادشاه است، عامل اصلی تعیین‌کننده رشد اقتصادی است.
فلاسفه یونان باستان اغلب تعالیم اقتصادی را با نظامهای اخلاقی ترکیب می‌کردند. سقراط، افلاطون و ارسطو دراین ایده هم نظربودند که سعادت ارزشمندترین چیزی است که انسان می‌تواند برای آن تلاش کند این باور که خوشبختی بدون لذت حاصل نمی‌شود، روابط بین اخلاق و اقتصاد آن زمان را دچار مشکل کرد. به عنوان مثال کالیکلس معتقد بود که کسی که به درستی زندگی کند باید از طریق شجاعت و عملگرایی تمام خواسته‌های خود را برآورده کندچرا که این دو ویژگی با مسئله کمبود و تنظیم مصرف ناهمخوانی دارند این امر با تقسیم کار، که توسط آن خواسته‌های اساسی انسان مانند غذا، لباس و سرپناه، به‌طور کارآمد تولید می‌شد، سازگار بود؛ چرا که هر فرد تولید خود را به پربارترین عملکرد خود محدود می‌کرد، و سودمندی خود را به حداکثر می‌رساند. اکونومیکوس، اثر گزنفون، با الهام از مفهوم یودیمونیا یا خوش روانی سقراط، مستلزم است که از آنجا که فضیلت دانش است، باید دانست که چگونه از پول و دارایی به خوبی استفاده شود، نه اینکه صرفاً برای منافع شخصی آن را به دست آورد

### قرون وسطی
دین در قرون وسطی در هسته اصلی زندگی اقتصادی قرار داشت و از این رو فیلسوفان آن زمان از استنباط تعالیم اخلاقی مربوطه خود برای پاسخ به سؤالات اقتصادی و دستیابی به اهداف اقتصادی استفاده می‌کردند. این رویکردی بود که فلاسفه در دوران عصر روشنگری نیز اتخاذ کردند. از دلایلی که کلیسای کاتولیک روم نظر عقیدتی خود را نسبت به صحت و اعتبار ازدواج تغییر داد، جلوگیری از تهدید شدن موقعیت انحصاری بازار بود ربا خواری به عنوان یک معضل اخلاقی در کلیسا در نظر گرفته می‌شد و عدالت در مقایسه با کارایی اقتصادی ارزش افزوده داشت. در اسرائیل، انتقال از شیوه زندگی ارضی به تجارت مبتنی بر پول منجر به تصویب بهره و وام شد، زیرا این امر با این ایده که «برادر شما ممکن است با شما زندگی کند» در تورات منع نشده‌است. . توسعه اقتصادی در قرون وسطی منوط به اعمال اخلاقی بازرگانان بود که با تحول در چگونگی درک جامعه قرون وسطایی از اقتصاد دارایی و مالکیت ایجاد شد. اسلام با توجه به تعالیم خود مبنی بر اینکه اعتدال، و نه پرهیز، در چنین اموری منجر به رستگاری می‌شود، از این اخلاق ضد زهد در نقش بازرگانان حمایت کردا

### اقتصاد کلاسیک

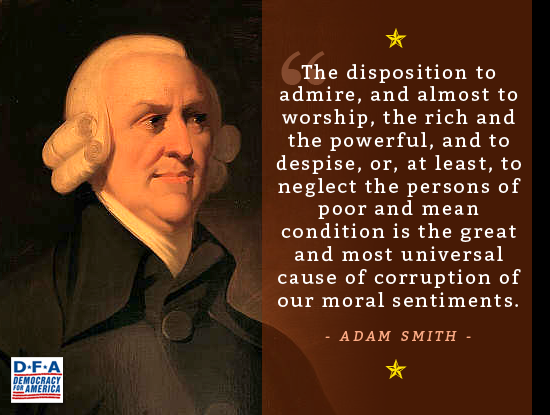
آدام اسمیت در مورد فساد اداری.

نظریه ارزش کار بر این مبناست که نیروی کار منبع تمام ارزش اقتصادی است. این نظریه دیدگاه افرادی چون دیوید ریکاردو، آدام اسمیت و سایر اقتصاددانان کلاسیک را تشکیل می‌دهد تمایز بین «بردگان مزدی» و «بردگان واقعی» در این نظریه، با توجه به اینکه هر دو به عنوان نوعی کالااقتصادی در نظر گرفته می‌شوند، بر اساس اصول اخلاقی بنا شده‌است زیرا «بردگان مزدی» داوطلبانه نیروی کار خصوصی خود را در ازای پول در اختیار خریدار قرار می‌دهند. در حالی که «بردگان واقعی»، به گفته کارل مارکس، از چنین حقوقی برخوردار نیستند. عرفان گرایی، گرچه مورد حمایت اقتصاد کلاسیک است، اما از نظر اخلاقی در ادبیات دانشگاهی مبهم تلقی می‌شود. آدام اسمیت خاطر نشان کرد که با توجه به اینکه کالاهای تولید داخل در معرض تورم بالا قرار دارند، سیاست اقتصادی ملی منافع تولیدکنندگان را به هزینه مصرف‌کنندگان ترجیح می‌داد. رقابت بین خانوارهای داخلی و دلالان خارجی نیز منجر به تراز نامطلوب معاملات، یعنی افزایش کسری حساب جاری در تراز پرداخت‌ها شد. نویسندگان و مفسران آن زمان برای حل این معضل اقتصادی از آموزه‌های اخلاقی ارسطو استفاده می‌کردند. .

### اقتصاد نئوکلاسیک
فلسفه اخلاقی آدام اسمیت جهان بینی نئوکلاسیک را در اقتصاد بنیان نهاد که تلاش برای سعادت هدف اصلی زندگی دارد و مفهوم «انسان اقتصادی» رفتار اساسی عامل اقتصادی را توصیف می‌کند چنین فرضیه ای که افراد منافع شخصی و منطقی دارند، مستثنی از اخلاق جمعی است. انتخاب عقلانی و برداشت نئوکلاسیکی از اتم گرایی نیوتنی، بسیاری از رفتارهای مصرف‌کننده نادیده گرفته می‌شود، به این معنی که اغلب اوقات نمی‌تواند منبع ترجیحات مصرف‌کننده را هنگامی که توسط فرد محدود نمی‌شود، توضیح دهد نقش اخلاق جمعی در ترجیح مصرف‌کننده را نمی‌توان با اقتصاد نئوکلاسیک توضیح داد. امر باعث کاهش عملکرد تقاضای بازار، که ابزار اصلی تحلیلی آن است، در برابر پدیده‌های واقعی اقتصادی می‌شود در اصل، اقتصاددانان از جدا کردن جنبه‌های منحصر به فرد مشکلات اقتصادی از فرضیات مدل‌های اقتصادی، اجتناب کرده و می‌کنند. 

### تاریخ معاصر
به گفته جان مینارد کینز، ادغام کامل اخلاق و اقتصاد منوط به نرخ توسعه اقتصادی است. اقتصاددانان از طریق ادغام اخلاق فایده گرایانه و نهادگرایی توانسته‌اند ترجیحات کارگزاران را با تکیه بر فرضیه «انسان اقتصادی» جمع‌آوری کنند. کینز با نگاه کل گرایانه خود به اقتصاد جهانی، از دیدگاه اتم گرایانه اقتصاد نئوکلاسیک دور شد، زیرا «کل با مجموع اجزای آن برابر نیست … این فرضیات که یک پیوستار یکنواخت و همگن است برآورده نمی‌شوند.» این ایده وجود یک اقتصاد غیراخلاقی هنگامی که اقتصاد زیر اشتغال کامل است را تأیید کرد. در این راستا، کینز هزینه‌های تولیدی را به عنوان مکانیزمی برای بازگشت اقتصاد به اشتغال کامل پیشنهاد کرد. دولتی که در آن جامعه ای اخلاقی نیز وجود داشته باشد

## تأثیرات

### دین
فلاسفه در سنت هلنیستی از عاملین اصلی توسعه بصیرت گنوسیسم، که همان رستگاری روح از طریق زهد است، مبدل می‌شوند که مسئله شر و جهل را در مباحث سیاست مورد بحث قرار می‌دهد. . ادغام فلسفه یونان باستان، لوگوس و فلسفه اولیه مسیحیان در قرن‌های دوم و سوم میلادی، منجر به گمراهی اخلاقی معتقدان آن زمان شده بود. این امر موجب شد که افراد با تکیه بر منطق خود، از جهل و نادانی دوری کنند 
عهد عتیق کتاب مقدس در اقتصاد باستان نقش منبع و مرجع اخلاق را ایفا می‌کرد. تنزل ارز با توجه به ماهیت تقلبی و پیامدهای اقتصادی منفی ای که داشت ممنوع بود، و مطابق با حزقیال ۲۲: ۱۸–۲۲، اشعیا ۱: ۲۵ و امثال ۲۵: ۴–۵ مجازات می‌شد. روابط بین ادبیات اقتصادی و مذهبی توسط عهد جدید ایجاد شده‌است. به عنوان مثال، جیمز ۱: ۲۷ بیان می‌کند که، «مراقبت از یتیمان و بیوه‌های پریشان خاطر و خود را ناشناس جلوه دادن، پرستشی خالص و بدون کاستی در مقابل خدا و پدر ماست»، که از این استدلال علمی حمایت می‌کند که هدف اقتصادی یک روند، تکمیل شخصیت فرد است.
مفهوم ارزیابی سرمایه انسانی در تلمود مشهود است. به عنوان مثال، یک کارگر مصدوم در بازار کار برده محسوب می‌شود در حالی که برای جبران خسارت، ارزش آنها قبل و بعد از آسیب، و همچنین کاهش احتمالی درآمد و مصرف آنها ارزیابی می‌شد ایده هزینه فرصت ریشه در مفهوم «زمان از دست رفته» در ادبیات تلمودی دارد. در اسرائیل باستان، به یک خاخام برای کار خود حقوقی پرداخت نمی‌شد، زیرا این بدان معنی است که کسی از تبلیغ و تفسیر کلام خدا سود می‌برد، اما از آنجا که آنها درگیر هیچ حرفه دیگری نیستند، برای بقای خود در ازای کارهایی که به عنوان یک خاخام انجام می‌دهند، پاداش داده می‌شوند.
قرآن و سنت، قرن‌ها اقتصادی اسلامی را هدایت کرده‌اند. به عنوان مثال قران برای جلوگیری از سودگیری در موسسات مالی، ربا را ممنوع اعلام کرده‌است. زکات به خودی خود سیستمی برای توزیع مجدد ثروت است که تنها برای موارد زیر در نظر گرفته می‌شود: فقرا، نیازمندان، مدیران زکات، کسانی که آشتی می‌کنند، اسیران، مجاهدین و سالکین. استفاده از طرح‌های وام بازنشستگی و سایر طرح‌های سرمایه‌گذاری خرد در این آموزش از طریق برنامه مالی خرد در یمن انجام می‌شود.

### فرهنگ
اخلاق اقتصادی تلاش می‌کند اخلاق و ارزش‌های فرهنگی را با هم ترکیب کند تا علت محدودیت اقتصادی این باشد که تصمیم‌گیری بشر به عقلانیت محدود می‌شود این درک فرهنگ، اقتصاد و اخلاق را به عنوان یک نظریه کامل از عمل انسانی متحد می‌کند فرهنگ دانشگاهی علاقه به اخلاق اقتصادی را به عنوان یک نظم افزایش داده‌است. آگاهی فزاینده از اثرات جانبی فرهنگی اقدامات عوامل اقتصادی و همچنین جدایی محدود بین حوزه‌های فرهنگی، قصد تحقیق بیشتر در خصوص مسئولیت اخلاقی آن‌ها را دارد به عنوان مثال، محدودیت تنها نشان دادن ارزش ابزاری یک کار هنری این است که ممکن است ارزش ذاتی آن را نادیده بگیرد و در نتیجه تنها باید کمیت آن را تعیین کرد. یک کار هنری نیز می‌تواند به دلیل ارزش ذاتی آن، به عنوان یک کالای عمومی، با توجه به پتانسیل آن برای کمک به هویت ملی و آموزش مخاطب خود در موضوع مورد بحث در نظر گرفته شود. . ارزش ذاتی نیز می‌تواند با توجه به اینکه آیا به وسیله ارتباط و تاریخ مقدس است یا نه ارزشمند است.

## کاربرد در روش‌های اقتصادی

### اقتصاد تجربی

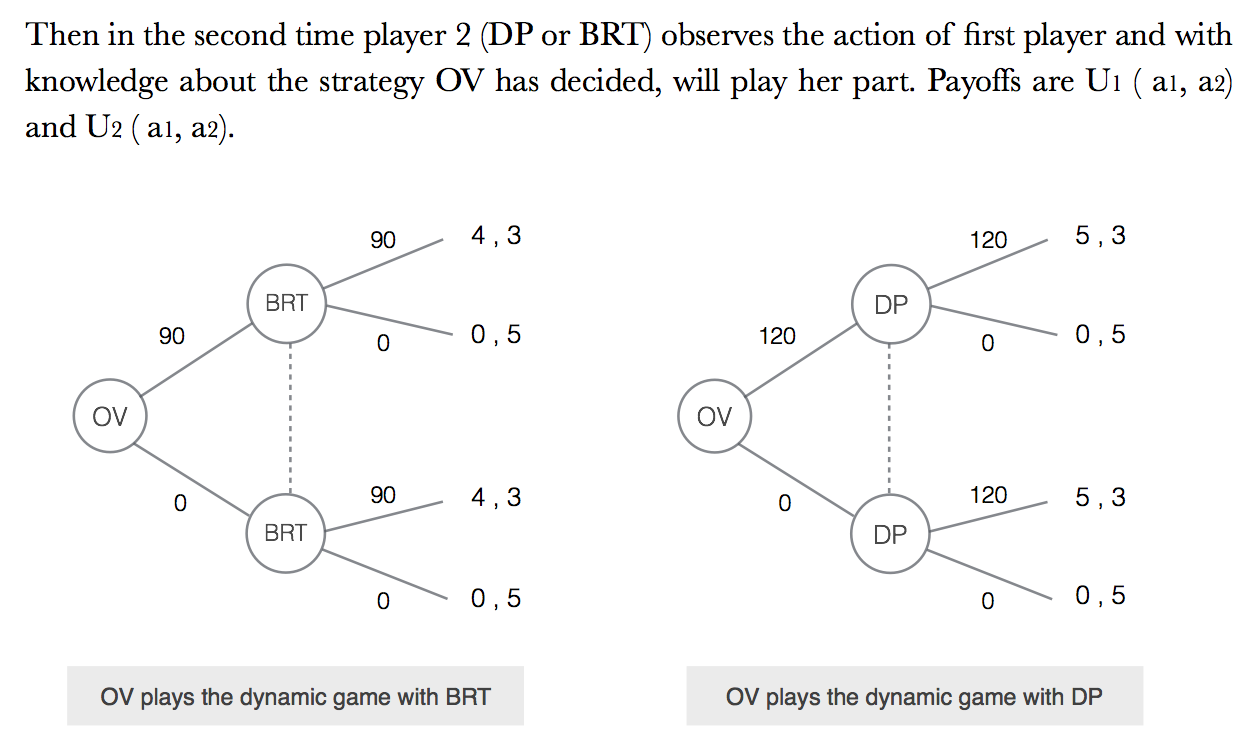
مثالی از تئوری بازی و بازدهی همراه.

توسعه اقتصاد تجربی در اواخر قرن بیستم فرصتی را برای بررسی تجربی وجود اخلاق هنجاری در اقتصاد ایجاد کرد. ورنون اسمیت و همکارانش اتفاقات متعددی را کشف کردند که ممکن است گزینه‌های اقتصادی را تحت پوشش جهالت توصیف کنند .  نتیجه‌گیری حاصل از آزمایش‌ها اقتصادی زیر نشان می‌دهد که عوامل اقتصادی از اصول اخلاقی هنجاری در تصمیم‌گیری استفاده می‌کنند در حالی که به دنبال به حداکثر رساندن بازده خود هستند برای مثال، در آزمایش‌ها دربارهٔ صداقت پیش‌بینی می‌شود که دروغ گفتن وقتی رخ می‌دهد که این بازده را افزایش دهد علی‌رغم این حقیقت که نتایج در غیر این صورت ثابت شدن. همچنین مشخص شده‌است که افراد همچنین قانون ۵۰ / ۵۰ را در تقسیم چیزی صرف‌نظر از توزیع قدرت در فرایند تصمیم‌گیری به کار می‌گیرند. مطالعات اقتصادی تجربی نوع‌دوستی، آن را نمونه‌ای از رفتار منطقی دانسته‌اند فقدان یک توضیح برای چنین رفتاری نشان‌دهنده یکی از آنتی تزها در اقتصاد تجربی است که اخلاق را به عنوان عامل درونی و بیرونی تعبیر می‌کند، که موضوع در دست است در مورد قابلیت دوام نظریه هنجاری به عنوان یک توضیح برای استدلال اخلاقی مورد نیاز است، با طراحی تجربی بر آزمایش این که آیا عوامل اقتصادی تحت شرایطی که توسط نظریه پیش‌بینی شده‌بود، همان تصمیمات را که توسط نظریه پیش‌بینی شده‌بود، تولید می‌کنند. این گفته می‌شود که تحت پوشش جهالت، عوامل ممکن است در دنیای واقعی غیر - باشند همان‌طور که این نظریه نشان می‌دهد

### اقتصاد رفتاری
اخلاق در اقتصاد رفتاری در همه جا حاضر است و نگرانی خود را با سازمان انسانی در هدف خود برای اصلاح کسری اخلاقی یافت‌شده در اقتصاد نیوکلاسیک، به عنوان فقدان ابعاد اخلاقی و عدم نگرانی‌های هنجاری به ارمغان آورده‌است. ترکیب اصول اخلاقی فضیلت در اقتصاد رفتاری، توسعه نظریه‌ها را تسهیل کرده‌است که تلاش می‌کنند بسیاری از بی قاعدگی‌ها را توصیف کند که در چگونگی تصمیم‌گیری عوامل اقتصادی وجود دارند
هنجاری در اقتصاد می‌تواند قابلیت کاربرد مدل‌های اقتصادی رفتاری را به پدیده‌های واقعی اقتصادی جبران کند. اکثر مدل‌های اقتصادی رفتاری فرض می‌کنند که ترجیحات تغییر می‌کند، به این معنی که تصمیمات ممکن متعددی برای یک سناریوی خاص، هر یک با ارزش اخلاقی خودشان وجود دارد بنابراین، در نظر گرفتن رفاه به عنوان بالاترین ارزش اخلاقی در اقتصاد، همان‌طور که در ادبیات دانشگاهی حدس زده شد. در نتیجه، این روش همچنین اصول اخلاقی نظم را به کار گرفته در این فرض که پیشرفت در اخلاق و موسسات اقتصادی همزمان است، با توجه به این که رفتار تنها می‌تواند در یک چارچوب سازمانی قابل‌درک باشد با توجه به این که رفتار تنها می‌تواند در یک چارچوب سازمانی قابل‌درک باشد. در کاربرد استنباط هنجاری با تحقیقات تجربی در اقتصاد رفتاری مشکلاتی وجود دارد، با این فرض که یک تفاوت اساسی بین استنباط توصیفی و تجویزی دارد. برای مثال، بحث در مورد استفاده از محرک‌ها که آن‌ها رفتارهای خاص را در افراد اعمال می‌کنند و آن‌ها را متقاعد می‌کنند تا ریسک را نادیده بگیرند، یک پیشنهاد توصیفی است که به‌طور تجربی ناموجه است.

## کاربرد درمقررات فرعی اقتصادی

### اقتصاد محیطی

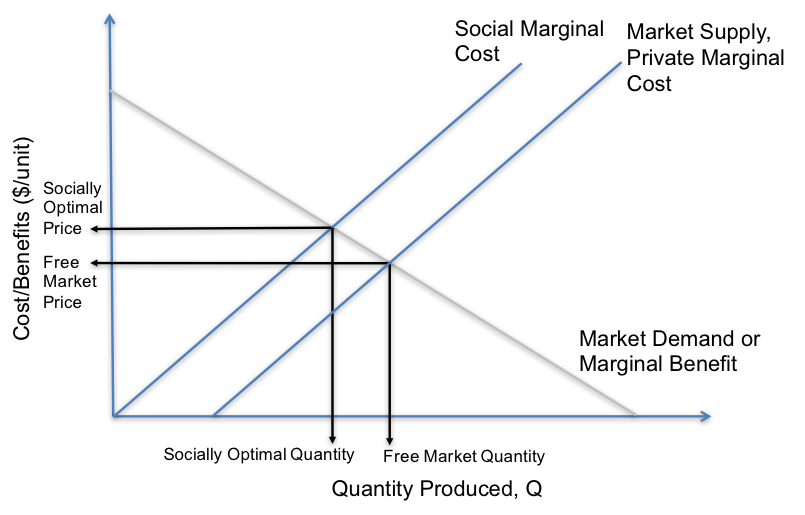
مدل عرضه و تقاضا در اقتصاد محیط زیست.

رفاه در مدل‌های اقتصادی زیست‌محیطی، هنگامی که عوامل اقتصادی مطابق با فرضیه انسان اقتصادی عمل می‌کنند، مورد استفاده قرار می‌گیرد. این امر امکان توسعه پایدار عوامل اقتصادی را برای منافع خصوصی شان فراهم می‌کند، با توجه به اینکه انسان اقتصادی به عقلانیت محدود می‌شود. سیاست تغییر آب و هوا به عنوان نتیجه استنتاج از اقتصاد محیطی منوط به ملاحظات اخلاقی است. به عنوان مثال، اقتصاد محیط زیست، از اخلاق اجتماعی جدایی‌ناپذیر است.ایده افراد و موسساتی که در حوزه عمومی کار می‌کنند، به عنوان انعکاسی از انسان اقتصادی، یک آیین متضاد است که می‌تواند این نگرانی هنجاری را تصحیح کند. یک مشکل اخلاقی مرتبط با مقررات فرعی از طریق تنزیل این است که مصرف‌کنندگان بیش از آینده به حال حاضر ارزش می‌گذارند، که پیامدهایی برای عدالت بین نسلی دارد. در تحلیل هزینه - سود نهایی، که اقتصاددانان به عنوان یک پیش‌بینی‌کننده برای رفتار انسانی می‌نگرند، با توجه به حسابداری برای ریسک و عدم اطمینان آینده محدود است. در حقیقت، استفاده از معیارهای پولی در اقتصاد محیطی مبتنی بر چیزهای طبیعی است که در این مورد نادرست است که ذاتاً ارزشمند هستند. روابط و نقش‌های دیگر بین نسل‌ها را می‌توان از طریق اتخاذ قوانین اخلاقی خاص روشن کرد. برای مثال کمیسیون برانتلند توسعه پایدار را تعریف می‌کند که نیازهای فعلی را بدون به خطر انداختن توانایی نسل‌های آینده برای انجام این کار برآورده می‌کند، که یک اصل آزادی فردی است. تأیید شکست در طرفداری از آزادی فردی، هیچ توزیع مجدد رفاه حاصل نمی‌شود مگر اینکه همه نسل‌ها سود یا تأثیری داشته باشند. .

### اقتصاد سیاسی
اقتصاد سیاسی یک موضوع اساساً مبتنی بر پروتکل هنجاری است و بر نیازهای ااقتصادی به عنوان یک کل با تجزیه و تحلیل نقش عوامل، نهادها و بازارها و نیز رفتار بهینه اجتماعی تأکید دارد . از لحاظ تاریخی، اصول اخلاقی مفهومی بود که برای تشخیص توزیع این نقش‌ها و مسئولیت‌ها به کار می‌رفت، با توجه به اینکه اکثر مشکلات اقتصادی ناشی از شکست عوامل اقتصادی برای تحقق آن‌ها بود. گذار فلسفه اخلاقی از این اصول اخلاقی به اخلاق کانت، و نیز ظهور نیروهای بازار و قانون رقابت، ارزش‌های اخلاقی - سیاسی اقتصاد اخلاقی را به قضاوت منطقی سوق می‌دهد. اخلاق اقتصادی تأثیری اساسی بر اقتصاد سیاسی دارد که به دلیل ماهیت استدلالی آن، در ادبیات مربوط به واکنش‌های دولت به بحران مالی جهانی مشهود است. یک پیشنهاد این است که، از آنجا که سرایت این بحران از طریق سیستم‌های مالی متمایز ملی انتقال داده شد، واکنش‌های نظارتی جهانی آینده باید در اصل عدالت توزیعی ساخته شوندمقررات موارد خاص نوآوری مالی، در حالی که انتقادات سیستم مالی جهانی را در نظر نگرفته، کارایی درک نحوه تقسیم قدرت در سیستم را برای ادراک آسان می‌کند و این که فرصت‌های نماینده‌ها را کاهش می‌دهد تا اخلاق چنین عملی را زیر سؤال ببرد

### اقتصاد توسعه
رابطه بین اخلاق و اقتصاد هدف اقتصاد توسعه را تعریف کرده‌است. این ایده که کیفیت زندگی با توانایی آن‌ها برای رهبری یک زندگی ارزشمند تعیین می‌شود، اقتصاد توسعه را به عنوان مکانیزمی برای گسترش این قابلیت بنیان نهاده‌است. این موضوع اساس رابطه مفهومی بین خود و اقتصاد رفاه به عنوان یک انضباط اخلاقی و بحث پیرامون آن در مطالعات دانشگاهی است. گفتمان مبتنی بر این مفهوم است که ابزارهای خاص در اقتصاد رفاه، به ویژه معیار انتخاب، هیچ ارزشی ندارند، و با توجه به اینکه چشم‌اندازهای جمعی سودمندی در نظر گرفته نمی‌شوند، دارای کارایی پارتو اند. . مسایل اخلاقی متعددی در ارتباط با رویکرد روش‌شناختی اقتصاد توسعه، یا همان تجربه حوزه تصادفی، وجود دارد که بسیاری از آن‌ها از لحاظ اخلاقی دارای ابهام هستند. برای مثال، انتخاب تصادفی برخی موارد و مضرات دیگر را شامل می‌شود که تحت فرضیات آماری و براساس علم اخلاق به‌طور همزمان منطقی است . همچنین مفاهیم اخلاقی مربوط به حساب دیفرانسیل، ماهیت رضایت، پاسخگویی، پاسخگویی و نقش مداخله خارجی در این روش تجربی وجود دارد..

### اقتصاد بهداشت
در اقتصاد سلامت، سطح حداکثر بودن خوب بودن، از نظر اخلاقی ناموجه است، در حالی که تخصیص کارآمد منابع در سلامت به‌طور متوسط سطح سودمندی را تقویت می‌کند. در این رویکرد، یک دوگانگی بین سلامت و آزادی به عنوان کالاهای اولیه مشهود است، چرا که وجود هر یک وابسته به دیگری است. هر سطح از دسترسی، استفاده و تأمین بودجه مراقبت‌های بهداشتی تا زمانی که سلامت و بهداشت را به سطح مطلوب و مورد نیاز برساند، از نظر اخلاقی توجیه می‌شود. اقتصاددانان بهداشت مفهوم نیاز به یک هدف اخلاقی را برای یک فرد به رسمیت شناخته‌اند. این امر، در تمامیت آن، بر این مفهوم است که مراقبت‌های بهداشتی به‌طور ذاتی با ارزش نیستند، اما از لحاظ اخلاقی از آنجاییکه به این رفاه کلی کمک می‌کنند، قابل‌توجه است.. تحلیل در اقتصاد سلامت، با توجه به آزمایش‌های بالینی، منوط به بحث اخلاقی است. طراحی تجربی باید تا حدی مسیولیت اقتصاددانان بهداشتی باشد، چرا که آن‌ها معمولآ متغیرهای بیشتری را که احتملآ ناچیز هستند در نظر می‌گیرند این امر خطر کمبود نیرو در مطالعه اثربخشی هزینه را افزایش می‌دهد که دارای پیامدهایی برای ارزیابی است.

## کاربرد در سیاست‌های اقتصادی

استراتژی تصمیم تکراری و انطباقی

این بخش در مورد کاربرد اصول اخلاقی اقتصادی برای شکل‌گیری سیاست اقتصادی است. برای استفاده‌های دیگر، تحلیل تأثیر اقتصادی را مشاهده کنید. مقالات دانشگاهی دیدگاه‌های اخلاقی متعددی را در مورد آنچه که یک سیاست اقتصادی پایدار را تشکیل می‌دهد، ارایه می‌دهد. کنیس مشاهده کرد که سیاست‌های اقتصادی خوب آن‌هایی هستند که مردم را در عوض آن‌هایی که باعث احساس خوب بودن آن‌ها می‌شوند، خوب می‌سازند. «ورنین فور سوسیوپولیتک»، که توسط گوستاو ون اشمولر تأسیس شده‌است، اصرار دارد که ملاحظات اخلاقی و سیاسی در ارزیابی سیاست‌های اقتصادی حیاتی هستند. نظریه انتخاب عقلانی در عرصه سیاست در استفاده از بهینگی پارتو برای ارزیابی کارایی اقتصادی سیاست‌ها و نیز استفاده از تجزیه و تحلیل هزینه - فایده (حسابرسی مبتنی بر جامعه) مشهود است. که در آن درآمد واحد پایه اندازه‌گیری است. استفاده از یک مدل تصمیم‌گیری تکرارشونده، به عنوان نمونه‌ای از عقلانیت، می‌تواند چارچوبی برای سیاست اقتصادی در پاسخ به تغییر آب و هوا فراهم کند. ادبیات دانشگاهی نیز یک استدلال اخلاقی را به محدودیت مربوط به کاربرد تیوری عامل منطقی برای انتخاب سیاست معرفی می‌کند. با توجه به اینکه درآمد وابسته به انتخاب سیاست است، و بالعکس، منطق مدل منطقی در انتخاب سیاست مدور است، در نتیجه امکان توصیه‌های سیاست غلط وجود دارد. همچنین عوامل بسیاری وجود دارند که تمایل شخص به منحرف شدن از مفروضات مدل‌سازی شده تصمیم‌گیری را افزایش می‌دهند. بحث می‌شود که تحت نظریه اخلاقی خود امحاعی، چنین مکانیزم‌هایی به عنوان حسابرسی مبتنی بر جامعه ممکن است حتی اگر به صراحت اخلاقی نباشد، قابل‌توجیه باشد عقاید متضاد که اقدامات عمومی مبتنی بر محاسبات سود است و همه سیاست گذاری مشروط به لحاظ سیاسی است، نیاز به پیش‌بینی را توجیه می‌کند که خود یک معضل اخلاقی است. این موضوع براساس این مسئله پایه‌ریزی شده‌است که پیش‌بینی‌ها را می‌توان برای یک اقدام یا سیاست خاص به جای هدف و بی‌طرفی اصلاح کرد. به عنوان مثال، اصول اخلاقی مؤسسه آمریکایی تأیید شده، حمایت ناکافی از پیش‌بینی‌کننده گان را برای جلوگیری از این عمل فراهم می‌کند. چنین احکامی که مشابه آن در کد اخلاق حرفه‌ای و روال‌های کاری انجمن آمریکایی برای تحقیقات افکار عمومی یافت می‌شوند محدود به تنظیم یا جلوگیری از این کنوانسیون هستند . .